# 阿尔达班四世

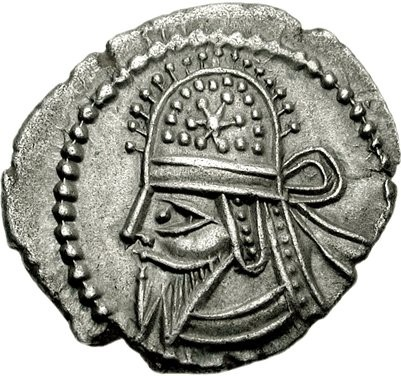
刻有阿爾達班四世頭像的錢幣

阿尔达班四世（？－224年或226年或227年）是帕提亚帝国（安息）的最后一位国王（约213年－约224年在位）。也有一些文献把他列为阿尔达班五世。

## 生平
阿尔达班四世是沃洛吉斯五世的幼子，在击败了兄长沃洛吉斯六世后获得王位。但沃洛吉斯六世保住了他在巴比伦尼亚地区的统治权，甚至在帕提亚帝国灭亡之后仍控制该地区。
阿尔达班四世即位时，安息帝国已经日薄西山。来自外部的（主要是罗马所施加的）军事压力和国内层出不穷的叛乱使最后的几代统治者焦头烂额；由于帕提亚人在伊朗国内也被波斯人视为外来的统治者，他们的日子就更不好过。阿尔达班四世即位后不久（约216年），以残暴荒淫著称的一代暴君卡拉卡拉对帕提亚发动侵略。战斗主要在帕提亚境内进行，使这个国家受到不小的破坏。但是在217年，疯狂的、不得人心的卡拉卡拉遇刺身亡，阿尔达班四世成功地击败了他的继承者，把罗马人赶出了伊朗。然而，一直具有独立倾向的法尔斯总督阿尔达希尔（即后来的阿尔达希尔一世）最后向阿尔达班四世发起挑战。阿尔达班四世在奥尔米兹达甘平原战役中阵亡。阿尔达希尔经过继续征战控制了整个国家，建立了伊朗历史上辉煌的萨珊王朝。

## 家族
| 白色 |

| 綠色 |

| 藍色 |

| 黃色 |

|                                  |                                  |                                  |                                  |                                              |                                              |                                              |                                              |                                              |                                              |                                |                                |                                                              |                                                              |                                                              |                                                              |                                                              |                                                              |                                |                                |                                                |                                                |                                                |                                                |                                                |                                                |                                |                                |                                |                                |  |  |  |  |  |  |  |  |  |  |  |  |
|                                  |                                  |                                  |                                  |                                              |                                              |                                              |                                              |                                              |                                              |                                |                                |                                                              |                                                              |                                                              |                                                              |                                                              |                                                              |                                |                                |                                                |                                                |                                                |                                                |                                                |                                                |                                |                                |                                |                                |  |  |  |  |  |  |  |  |  |  |  |  |
|                                  |                                  |                                  |                                  |                                              |                                              |                                              |                                              |                                              |                                              |                                |                                | 安息帝國 王中之王 （爭位者） 米特里達梯 五世                 | 安息帝國 王中之王 （爭位者） 米特里達梯 五世                 | 安息帝國 王中之王 （爭位者） 米特里達梯 五世                 | 安息帝國 王中之王 （爭位者） 米特里達梯 五世                 | 安息帝國 王中之王 （爭位者） 米特里達梯 五世                 | 安息帝國 王中之王 （爭位者） 米特里達梯 五世                 |                                |                                | 安息帝國 王中之王 （爭位者） 奧斯羅埃斯 一世   | 安息帝國 王中之王 （爭位者） 奧斯羅埃斯 一世   | 安息帝國 王中之王 （爭位者） 奧斯羅埃斯 一世   | 安息帝國 王中之王 （爭位者） 奧斯羅埃斯 一世   | 安息帝國 王中之王 （爭位者） 奧斯羅埃斯 一世   | 安息帝國 王中之王 （爭位者） 奧斯羅埃斯 一世   |                                |                                |                                |                                |  |  |  |  |  |  |  |  |  |  |  |  |
|                                  |                                  |                                  |                                  |                                              |                                              |                                              |                                              |                                              |                                              |                                |                                | 安息帝國 王中之王 （爭位者） 米特里達梯 五世                 | 安息帝國 王中之王 （爭位者） 米特里達梯 五世                 | 安息帝國 王中之王 （爭位者） 米特里達梯 五世                 | 安息帝國 王中之王 （爭位者） 米特里達梯 五世                 | 安息帝國 王中之王 （爭位者） 米特里達梯 五世                 | 安息帝國 王中之王 （爭位者） 米特里達梯 五世                 |                                |                                | 安息帝國 王中之王 （爭位者） 奧斯羅埃斯 一世   | 安息帝國 王中之王 （爭位者） 奧斯羅埃斯 一世   | 安息帝國 王中之王 （爭位者） 奧斯羅埃斯 一世   | 安息帝國 王中之王 （爭位者） 奧斯羅埃斯 一世   | 安息帝國 王中之王 （爭位者） 奧斯羅埃斯 一世   | 安息帝國 王中之王 （爭位者） 奧斯羅埃斯 一世   |                                |                                |                                |                                |  |  |  |  |  |  |  |  |  |  |  |  |
|                                  |                                  |                                  |                                  |                                              |                                              |                                              |                                              |                                              |                                              |                                |                                |                                                              |                                                              |                                                              |                                                              |                                                              |                                                              |                                |                                |                                                |                                                |                                                |                                                |                                                |                                                |                                |                                |                                |                                |  |  |  |  |  |  |  |  |  |  |  |  |
|                                  |                                  |                                  |                                  | 安息帝國 王中之王 （爭位者） 薩納特魯斯 二世 | 安息帝國 王中之王 （爭位者） 薩納特魯斯 二世 | 安息帝國 王中之王 （爭位者） 薩納特魯斯 二世 | 安息帝國 王中之王 （爭位者） 薩納特魯斯 二世 | 安息帝國 王中之王 （爭位者） 薩納特魯斯 二世 | 安息帝國 王中之王 （爭位者） 薩納特魯斯 二世 |                                |                                | 安息帝國 王中之王 沃洛吉斯四世                               | 安息帝國 王中之王 沃洛吉斯四世                               | 安息帝國 王中之王 沃洛吉斯四世                               | 安息帝國 王中之王 沃洛吉斯四世                               | 安息帝國 王中之王 沃洛吉斯四世                               | 安息帝國 王中之王 沃洛吉斯四世                               |                                |                                | 安息帝國 王中之王 （爭位者） 帕爾塔馬斯 帕提斯 | 安息帝國 王中之王 （爭位者） 帕爾塔馬斯 帕提斯 | 安息帝國 王中之王 （爭位者） 帕爾塔馬斯 帕提斯 | 安息帝國 王中之王 （爭位者） 帕爾塔馬斯 帕提斯 | 安息帝國 王中之王 （爭位者） 帕爾塔馬斯 帕提斯 | 安息帝國 王中之王 （爭位者） 帕爾塔馬斯 帕提斯 |                                |                                |                                |                                |  |  |  |  |  |  |  |  |  |  |  |  |
|                                  |                                  |                                  |                                  | 安息帝國 王中之王 （爭位者） 薩納特魯斯 二世 | 安息帝國 王中之王 （爭位者） 薩納特魯斯 二世 | 安息帝國 王中之王 （爭位者） 薩納特魯斯 二世 | 安息帝國 王中之王 （爭位者） 薩納特魯斯 二世 | 安息帝國 王中之王 （爭位者） 薩納特魯斯 二世 | 安息帝國 王中之王 （爭位者） 薩納特魯斯 二世 |                                |                                | 安息帝國 王中之王 沃洛吉斯四世                               | 安息帝國 王中之王 沃洛吉斯四世                               | 安息帝國 王中之王 沃洛吉斯四世                               | 安息帝國 王中之王 沃洛吉斯四世                               | 安息帝國 王中之王 沃洛吉斯四世                               | 安息帝國 王中之王 沃洛吉斯四世                               |                                |                                | 安息帝國 王中之王 （爭位者） 帕爾塔馬斯 帕提斯 | 安息帝國 王中之王 （爭位者） 帕爾塔馬斯 帕提斯 | 安息帝國 王中之王 （爭位者） 帕爾塔馬斯 帕提斯 | 安息帝國 王中之王 （爭位者） 帕爾塔馬斯 帕提斯 | 安息帝國 王中之王 （爭位者） 帕爾塔馬斯 帕提斯 | 安息帝國 王中之王 （爭位者） 帕爾塔馬斯 帕提斯 |                                |                                |                                |                                |  |  |  |  |  |  |  |  |  |  |  |  |
|                                  |                                  |                                  |                                  |                                              |                                              |                                              |                                              |                                              |                                              |                                |                                |                                                              |                                                              |                                                              |                                                              |                                                              |                                                              |                                |                                |                                                |                                                |                                                |                                                |                                                |                                                |                                |                                |                                |                                |  |  |  |  |  |  |  |  |  |  |  |  |
|                                  |                                  |                                  |                                  | 亞美尼亞 王國國王 帕科羅斯                   | 亞美尼亞 王國國王 帕科羅斯                   | 亞美尼亞 王國國王 帕科羅斯                   | 亞美尼亞 王國國王 帕科羅斯                   | 亞美尼亞 王國國王 帕科羅斯                   | 亞美尼亞 王國國王 帕科羅斯                   |                                |                                | 安息帝國 王中之王 沃洛吉斯五世亞美尼亞 王國國王 沃洛吉斯二世 | 安息帝國 王中之王 沃洛吉斯五世亞美尼亞 王國國王 沃洛吉斯二世 | 安息帝國 王中之王 沃洛吉斯五世亞美尼亞 王國國王 沃洛吉斯二世 | 安息帝國 王中之王 沃洛吉斯五世亞美尼亞 王國國王 沃洛吉斯二世 | 安息帝國 王中之王 沃洛吉斯五世亞美尼亞 王國國王 沃洛吉斯二世 | 安息帝國 王中之王 沃洛吉斯五世亞美尼亞 王國國王 沃洛吉斯二世 |                                |                                |                                                |                                                |                                                |                                                |                                                |                                                |                                |                                |                                |                                |  |  |  |  |  |  |  |  |  |  |  |  |
|                                  |                                  |                                  |                                  | 亞美尼亞 王國國王 帕科羅斯                   | 亞美尼亞 王國國王 帕科羅斯                   | 亞美尼亞 王國國王 帕科羅斯                   | 亞美尼亞 王國國王 帕科羅斯                   | 亞美尼亞 王國國王 帕科羅斯                   | 亞美尼亞 王國國王 帕科羅斯                   |                                |                                | 安息帝國 王中之王 沃洛吉斯五世亞美尼亞 王國國王 沃洛吉斯二世 | 安息帝國 王中之王 沃洛吉斯五世亞美尼亞 王國國王 沃洛吉斯二世 | 安息帝國 王中之王 沃洛吉斯五世亞美尼亞 王國國王 沃洛吉斯二世 | 安息帝國 王中之王 沃洛吉斯五世亞美尼亞 王國國王 沃洛吉斯二世 | 安息帝國 王中之王 沃洛吉斯五世亞美尼亞 王國國王 沃洛吉斯二世 | 安息帝國 王中之王 沃洛吉斯五世亞美尼亞 王國國王 沃洛吉斯二世 |                                |                                |                                                |                                                |                                                |                                                |                                                |                                                |                                |                                |                                |                                |  |  |  |  |  |  |  |  |  |  |  |  |
|                                  |                                  |                                  |                                  |                                              |                                              |                                              |                                              |                                              |                                              |                                |                                |                                                              |                                                              |                                                              |                                                              |                                                              |                                                              |                                |                                |                                                |                                                |                                                |                                                |                                                |                                                |                                |                                |                                |                                |  |  |  |  |  |  |  |  |  |  |  |  |
| 高加索伊比利亞 王國國王 勒夫一世 | 高加索伊比利亞 王國國王 勒夫一世 | 高加索伊比利亞 王國國王 勒夫一世 | 高加索伊比利亞 王國國王 勒夫一世 | 高加索伊比利亞 王國國王 勒夫一世             | 高加索伊比利亞 王國國王 勒夫一世             |                                              |                                              | 亞美尼亞 王國國王 霍斯羅夫一世               | 亞美尼亞 王國國王 霍斯羅夫一世               | 亞美尼亞 王國國王 霍斯羅夫一世 | 亞美尼亞 王國國王 霍斯羅夫一世 | 亞美尼亞 王國國王 霍斯羅夫一世                               | 亞美尼亞 王國國王 霍斯羅夫一世                               |                                                              |                                                              | 安息帝國 王中之王 沃洛吉斯六世                               | 安息帝國 王中之王 沃洛吉斯六世                               | 安息帝國 王中之王 沃洛吉斯六世 | 安息帝國 王中之王 沃洛吉斯六世 | 安息帝國 王中之王 沃洛吉斯六世                 | 安息帝國 王中之王 沃洛吉斯六世                 |                                                |                                                | 安息帝國 王中之王 阿尔达班四世                 | 安息帝國 王中之王 阿尔达班四世                 | 安息帝國 王中之王 阿尔达班四世 | 安息帝國 王中之王 阿尔达班四世 | 安息帝國 王中之王 阿尔达班四世 | 安息帝國 王中之王 阿尔达班四世 |  |  |  |  |  |  |  |  |  |  |  |  |
| 高加索伊比利亞 王國國王 勒夫一世 | 高加索伊比利亞 王國國王 勒夫一世 | 高加索伊比利亞 王國國王 勒夫一世 | 高加索伊比利亞 王國國王 勒夫一世 | 高加索伊比利亞 王國國王 勒夫一世             | 高加索伊比利亞 王國國王 勒夫一世             |                                              |                                              | 亞美尼亞 王國國王 霍斯羅夫一世               | 亞美尼亞 王國國王 霍斯羅夫一世               | 亞美尼亞 王國國王 霍斯羅夫一世 | 亞美尼亞 王國國王 霍斯羅夫一世 | 亞美尼亞 王國國王 霍斯羅夫一世                               | 亞美尼亞 王國國王 霍斯羅夫一世                               |                                                              |                                                              | 安息帝國 王中之王 沃洛吉斯六世                               | 安息帝國 王中之王 沃洛吉斯六世                               | 安息帝國 王中之王 沃洛吉斯六世 | 安息帝國 王中之王 沃洛吉斯六世 | 安息帝國 王中之王 沃洛吉斯六世                 | 安息帝國 王中之王 沃洛吉斯六世                 |                                                |                                                | 安息帝國 王中之王 阿尔达班四世                 | 安息帝國 王中之王 阿尔达班四世                 | 安息帝國 王中之王 阿尔达班四世 | 安息帝國 王中之王 阿尔达班四世 | 安息帝國 王中之王 阿尔达班四世 | 安息帝國 王中之王 阿尔达班四世 |  |  |  |  |  |  |  |  |  |  |  |  |
| 高加索 伊比利亞 阿薩希德王朝     | 高加索 伊比利亞 阿薩希德王朝     | 高加索 伊比利亞 阿薩希德王朝     | 高加索 伊比利亞 阿薩希德王朝     | 高加索 伊比利亞 阿薩希德王朝                 | 高加索 伊比利亞 阿薩希德王朝                 |                                              |                                              | 亞美尼亞 阿薩希德王朝                        | 亞美尼亞 阿薩希德王朝                        | 亞美尼亞 阿薩希德王朝          | 亞美尼亞 阿薩希德王朝          | 亞美尼亞 阿薩希德王朝                                        | 亞美尼亞 阿薩希德王朝                                        |                                                              |                                                              |                                                              |                                                              |                                |                                |                                                |                                                |                                                |                                                |                                                |                                                |                                |                                |                                |                                |  |  |  |  |  |  |  |  |  |  |  |  |

| 前任： 沃洛吉斯六世 | 安息国王   | 繼任： 无             |
| 前任： 沃洛吉斯六世 | 伊朗统治者 | 繼任： 阿尔达希尔一世 |